# Cristianismo postmoderno
El cristianismo postmoderno es una visión de esta religión muy asociada con el cuerpo de escritos conocidos como filosofía postmoderna.
Aunque es relativamente reciente su desarrollo en la religión cristiana, algunos cristianos postmodernos aseguran que su pensamiento tiene una afinidad con los pensadores cristianos primigenios, como San Agustín o Santo Tomás de Aquino,[cita requerida] así como místicos cristianos como Meister Eckhart y Angelus Silesius.[cita requerida]
Además, en la teología cristiana, el cristianismo postmoderno tiene sus raíces en la filosofía continental post-heideggeriana. Muchas personas rechazan la etiqueta cristianismo postmoderno ya que la idea de postmodernidad no contiene un significado determinado y, concretamente en Estados Unidos es un símbolo con gran carga emocional de la batalla de ideologías.
Algunos pesos pesados del postmodernismo como Jacques Derrida y  Philippe Lacoue-Labarthe han rechazado la existencia de una rúbrica "postmoderna" abrazando un proyecto único desde la Ilustración y sus precursores. En cualquier caso, el cristianismo postmoderno y sus escuelas de pensamiento continúan siendo relevantes.

## Pensadores
| - Brian McLaren - Charles Winquist - David Tracy - François Meltzer - Gabriel Vahanian - Gianni Vattimo - James K.A. Smith - James Olthuis - Jean-Luc Marion - Jeffrey W. Robbins - John A.T. Robinson - John D. Caputo | - John Howard Yoder - John Milbank - Karl Barth - Marcus Borg - Mark C. Taylor - Richard Kearney - Robert P. Scharlemann - Stanley James Grenz - Stanley Hauerwas - Tomáš Halík |

### Influencias
| - Emmanuel Lévinas - Friedrich Nietzsche - Fyodor Dostoevsky - Hans-Georg Gadamer - Jacques Derrida - Jean-Luc Marion | - Martin Buber - Martin Heidegger - Michel de Certeau - Paul Ricœur - Søren Kierkegaard |